# 大田クルー
大田クルー（おおたクルー）は、日本のヒップホップグループ。リーダーの[[サットン]]が東京都大田区出身のために、この名前となった。

## 来歴
1999年結成。2002年にはフランスのリールでリール２００２でライブを開催。アマチュア時代から「うたばん」「CDTV」「流派R」などに出演。
2004年11月24日にポニーキャニオンから『大田区よいとこ一度はおいでチョイナチョイナ』でメジャーデビュー。
後に『うたばん』、『HEY!HEY!HEY! MUSIC CHAMP』などに出演する。プロモーションビデオに当時現職の大田区長西野善雄を出演させるなど大田区べったりの内容が話題を呼んだ。
2005年にクライマ→とMASA斉藤が脱退。
2006年8月6日には温水洋一を客演に迎え、セカンドシングル『マハラジャスーパースター』をリリース。歌詞と曲は大田クルーのメンバーの質問に温水が答えた内容が盛り込まれている。
『うたばん』、『HEY!HEY!HEY! MUSIC CHAMP』などに再び出演。HEY!HEY!HEY!13周年スペシャルでは幕張メッセで生ライブも披露。
CDTV年越しスペシャルにも生出演。
ジャケットデザイン、プロモーションビデオ監督を安齋肇が行った。PVには、竹中直人、江頭2:50、奥貫薫、谷原章介、山田麻衣子、田中圭などの俳優たちが友情出演している。
2008年6月にファーストコンセプトミニアルバム「オールナイトキーポン2」をリリース。
代表曲「ありがとう」収録。「ありがとう」全国ツアーを3年連続開催。神戸ビエンナーレのテーマソングに選ばれ4万人規模のフェス「ゴーイング神戸」「神戸まつり」などにも出演。
サットン、平八郎でたけのこの里のCMのキャラクターボイスも担当。
2010年1月6日惜しまれつつも解散。
2014年11月27日デビュー10周年記念としてYouTubeにて『大田区よいとこ一度はおいでチョイナチョイナ2』を公開。

2015年に蒲田Studio80の20周年イベントにて1日限りの復活ライブを披露し、その場で2度目の解散。
2016年サットンが地下格闘技イベント「GRACHAN」に出場。1RにまさかのKO勝ちを収める。
2019年8月31日にファンキー加藤主催のOUR MIC FESにて1日限りの復活ライブを披露し、そのステージ最高動員を記録。その場で3度目の解散をして笑いを誘った。
大仁田厚の7回の引退と8階の復帰を超えると目標をあげている
2022年メンバーのクライマ→の呼びかけで12年ぶりの新曲「手を挙げろ」を制作

## メンバー
- サットン（リーダー、MC） - 1975年3月5日東京都大田区生まれ。
- 銀馬郎（ぎんまろ、MC） - 1980年7月25日神奈川県川崎市生まれ。
- DJフライドチキン (DJ)  - 1983年東京都品川区生まれ。
- 平八郎ファンクjr（へいはちろうファンクじゅにあ、サブMC） - 1984年8月3日東京都大田区生まれ。
- クライマ→（くらいまー、MC）- 1980年5月21日神奈川県横浜市生まれ。
- MASA齊藤（まささいとう、サブMC）- 1983年8月4日東京都世田谷区生まれ。

## ディスコグラフィ

### シングル
1. 大田区よいとこ一度はおいでチョイナチョイナ（2004年11月24日）
  1. 大田区よいとこ一度はおいでチョイナチョイナ
  2. カネコのバズーカまじやべぇ
  3. 大田区よいとこ一度はおいでチョイナチョイナ(Instrumental)
  4. カネコのバズーカまじやべぇ(Instrumental)
2. マハラジャスーパースター（2006年8月9日）「大田クルーと温水洋一」名義
  1. マハラジャスーパースター
  2. ウッとしてハッ!
  3. おい!お前ちょっと話しがある

### ミニアルバム
1. オールナイトキーポン2（2008年6月18日）